# Killiniq Island
Killiniq Island är en ö i Kanada, i Hudsonsundet.   Den ligger i territoriet Nunavut och till viss del i provinsen Newfoundland och Labrador ,i den östra delen av landet, 1 800 km nordost om huvudstaden Ottawa. Arean är 269 kvadratkilometer.
Terrängen på Killiniq Island är lite kuperad. Öns högsta punkt är 579 meter över havet. Den sträcker sig 24,4 kilometer i nord-sydlig riktning, och 25,5 kilometer i öst-västlig riktning.
Trakten runt Killiniq Island består i huvudsak av gräsmarker. Trakten runt Killiniq Island är nära nog obefolkad, med mindre än två invånare per kvadratkilometer.